# Shugo Nishikawa
Shugo Nishikawa (西川 周吾 Nishikawa Shugo?,  nacido el 27 de mayo de 1977 en Ishikawa) es un exfutbolista japonés. Jugaba de centrocampista y su último club fue el Ferverosa Ishikawa Hakusan FC de Japón.

## Trayectoria

### Clubes
| Club                          | País  | Año         |
| ----------------------------- | ----- | ----------- |
| Mito HollyHock                | Japón | 2000        |
| Kanazawa SC                   | Japón | 2003        |
| Ferverosa Ishikawa Hakusan FC | Japón | 2004 - 2007 |